# Фирта, Николай
Николай Фирта (англ. Nicolai Firtha; 8 февраля 1979, Акрон, США) — американский боксёр-профессионал, выступавший в тяжёлой весовой категории, джорнимен. Чемпион штата Огайо в тяжёлом весе (2010).

## Любительская карьера
Четвертьфиналист в 2000 году Национальной полиции спортивный Лиги (PAL) в чемпионате по супер тяжелый (Ш), проиграв Джейсон Эстрада.
Четвертьфиналист в 2001 году в США любительского чемпионата по Ш избиение Майк Уилсон, но проиграв Джордж Гарсиа.
Соревновались в 2001 году Национальный Золотые перчатки (НГГ) в SH проиграв Джейсон Gavern.
Четвертьфиналист в 2001 году пал на Ш. проиграв Джейсон Эстрада.
Соревновались в 2002 году нас Любительский чемпионат по Ш проиграв Давин короля.
Соревновались в 2002 году пал на Ш. проиграв Джейсон Эстрада.
Четвертьфиналист в 2002 году на НГГ в SH проиграв Джейсон Gavern.
Бронзовый призёр чемпионата США 2003 в SH проиграв Джордж Гарсиа.
Третье место в 2003 году нам вызов турнир по Ш избиение Давин царем , но уступил Джейсон Эстрада.
Выступала на НГГ 2003 в SH.
Обладатель серебряной медали в 2004 чемпионаты США по Ш избиения Рафаэля Батлера и Трэвис Кауффман , но потерять на прогулку, чтобы Майк Уилсон из-за травмы.
Соревновались в 2004 американские Олимпийские испытания проиграв Майк Уилсон, избиения Саулом Айон и проиграв Трэвис Уокер.

## Профессиональная карьера

#### Бой с Александром Поветкиным
18 декабря 2010 года  встретился с непобеждённым на тот момент Александром Поветкиным. В первых двух раундах Александр получил травму правой руки — надрыв сухожилия кисти[14], но несмотря на повреждение сумел продолжить бой и в восьмом раунде даже доставил сопернику неприятность в виде рассечения правой брови. То есть 80 % боя Александр провёл фактически действуя только одной рукой. Поветкин победил по очкам.

#### Бой с  Тайсоном Фьюри
17 сентября 2011 встретился с непобежденным Тайсоном Фьюри. В третьем раунде Николай создал Тайсону много проблем проведя много точных атак со всех позиций. Тайсон сумел нырками и клинчами спастись от атак и переломил ход поединка в свою пользу. В пятом раунде Тайсон начал избивать Фирту и вынудил рефери вмешаться и прекратить поединок. Фьюри победил техническим нокаутом[

#### Бой с Деонтеем Уайлдером
26 октября 2013 года встретился с  непобежденным Деонтеем Уайлдером. В 1 раунде К середине Уайлдер дважды отправил Фирту в нокдаун.Во второй раунд Фирта вступил уже гораздо осторожнее. В этом раунде доминировал Деонтей Уаилдер, и иногда даже складывалось впечатление, что он поддразнивает соперника. Однако Фирта всё же смог реализовать несколько достойных контратак. На последней минуте третьего раунда Уайдлер буквально выкинул оппонента своей атакой на канаты, или, если быть более точными, в канаты. Четвёртый раунд стал решающим для исхода боя. Деонтей Уайлдер серией ударов притеснил Николая Фирту к канатам, а потом следующей серией завершил бой.